# Gettone

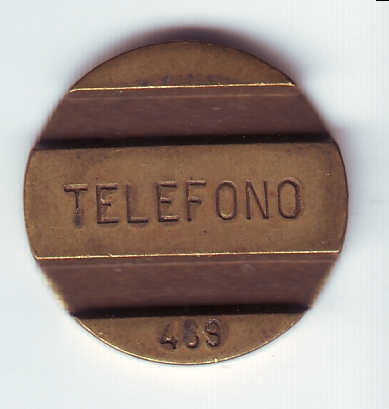
Un gettone telefonico

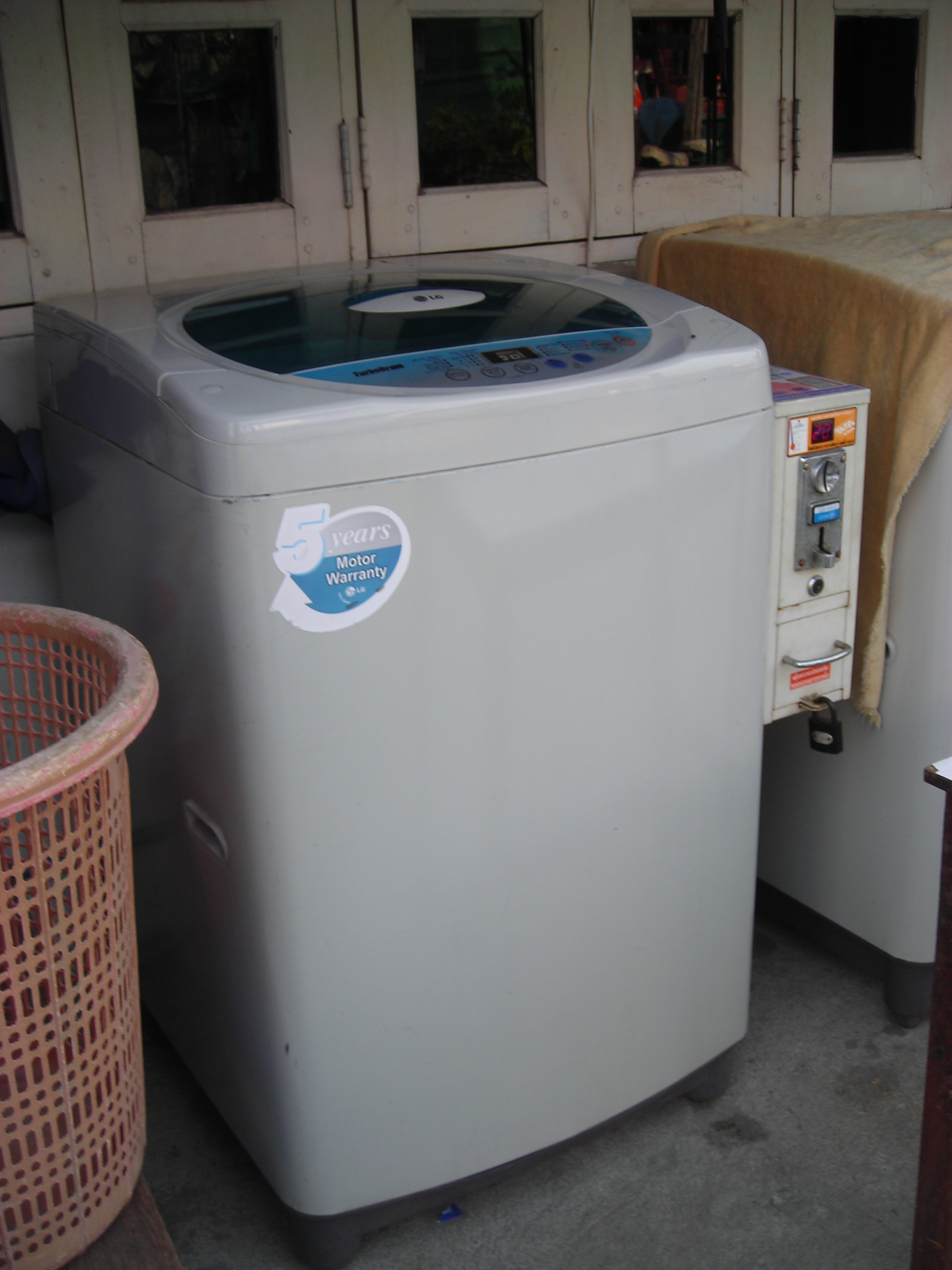
Lavatrice a gettoni

In numismatica un gettone è un oggetto, spesso realizzato in rame, ottone o stagno, che può assolvere diverse funzioni dalla sostituzione di moneta, al conto, l'erogazione di servizi, o il contrassegno.

## Utilizzo
Ad oggi comunemente vengono utilizzati per le cabine telefoniche, nei videogiochi arcade o per le slot machine ma in antico assolsero più numerose e complesse funzioni. La differenza principale tra una moneta e un gettone è che quest'ultimo non ha corso forzoso. Nonostante ciò i gettoni, come ad esempio i gettoni telefonici, furono in alcuni casi utilizzati come moneta d'emergenza.